# Богория (герб)
Герб Богория (также Богорыя, пол. Bogorya) — польский дворянский герб, впервые упоминаемый в XII веке и включающий 56 родов, некоторые из которых включены в Общий гербовник дворянских родов Российской империи.

## Описание
В поле червлёном два серебряных, расположенных один под другим, наконечника стрелы, верхний из которых указывает вверх, а нижний вниз.
Иногда вместе с наконечниками изображались и торчащие из них отломанные куски древка: получались изображения обломков двух стрел. На раннем этапе бытовали и другие версии этого герба: с двумя жалами на одном древке, наискось, а не одно под другим, и даже на лазоревом поле вместо червлёного. Однако эти версии позднее вышли из употребления, и вместо них утвердилась одна, ставшая канонической.
В состав герба входили также дополнительные элементы. Тип шлема менялся с течением времени, но в XVII веке утвердился шлем с решётчатым забралом. Венчала шлем дворянская корона. Цвет намёта по традиции определялся цветовым решением щита: червлёный с серебряной подкладкой. В гербовнике Гельдерна герб Богорыя изображён также с нашлемником в виде павлина. В этом виде герб пришёл и в Россию.

### Описание герба Ростроповичей
В червлёном поле серебряный старинный наконечник стрелы над таким же опрокинутым наконечником.
Щит увенчан обычным дворянским коронованным шлемом.
В нашлемнике — лазоревый, с естественного цвета хвостом и золотым клювом павлин, держащий в клюве опрокинутую сломанную серебряную стрелу в столб. Намёт червлёный, подбитый серебром. Щитодержатели — на золотом подножии два серебряных, с червлёными языками, гончих пса в золотых ошейниках с такими же сворами, имеющими кисти на концах. Девиз «ВЕРА ЧЕСТЬ ДОЛГ» начертан (в старой орфографии) серебряными литерами на зелёной ленте.

## Легенда об истории герба
Род Богориев производят от одного витязя, по имени Богория, который во время войны с половцами при короле Болеславе Смелом сражался мужественно, несмотря на то, что был пронзён двумя стрелами. Перечень родов, представляющих герб Богория, можно найти в классических польских гербовниках. В России к ним принадлежит род Ростроповичей, в том числе Мстислав Ростропович, а также род Горских, первый представитель которых в Российской Империи Антон Горский. Его герб зарегистрирован Правительствующим Сенатом и содержится в Общем Гербовнике Дворянских Родов Всероссийской Империи том XIV.

## Герб используют
Бальчевские (Balczewski), Бялозуры (Bialozor), [www.lyczkowski.net/ru/gerbovnik/belorusskoj-shljahty/tom-2.html Богданович] (Bogdanowicz), Богорыи (Bogorya), Богомольцы (Bohomolec), Брачковские (Braczkowski), Бучковские (Buczkowski), Ценкевичи (Cienkiewicz), Цорские (Corski), Гняздовские (Gniazdowski), Горбачевские, Горские (Гурские, Gorski), Гвяздовские (Gwiazdowski), Яминские (Jaminski), Кампка (Kampka), Коляновские (Kolanowski), Корженецкие (Korzeniecki), Курженецкие (Kurzeniecki), Квасковские (Kwaskowski), Ловмянские, Мацеевичи (Macieiewicz, Maciejowicz), Мацкевичи (Mackiewicz), Магнуские (Magnuski), Миноские (Minoski), Миновские (Minowski), Мокрановские (Mokranowski), Мокроновские (Mokronowski), Оховские (Ochowski), из Петрокова (z Piotrkowa), Подлэнцкие (Podlecki), Подлевские (Podlewski), Погоские (Pohoski, Pohoski Olfierowicz), Порембные (Porebny), Порембские (Porebski), Ростроповичи (Rostropowicz), Скольницкие (Skolnicki), Скотницкие (Skotnicki, Bogoryja S., ze Skotnik), Сташковские (Staszkowski), Святкевичи (Swiatkiewicz), Тарновские (Tarnowski), Туры (Tur), Висигины (Висигиновичи, Wisigin, Wisiginowicz), Виссигеры (Wissygier), [www.lyczkowski.net/ru/gerbovnik/belorusskoj-shljahty/tom-3.html Воловичи], Воловичи (Wolowicz), Волловичи (Wollowicz), Выстынга (Wystynga), Закржевские (Zakrzewski).
Богория изм.Бялозоры (Bialozor), Горские (Гурские, Gorski), Колановские (Kolanowski), Порембные (Porebny).

## Гербовники
- Bartosz Paprocki. Herby rycerstwa polskiego. Kraków, 1584.
- Simon Okolski. Orbis Polonus. Krakow, 1642. T.1-3.
- Ks. Kacper Niesiecki. Herby i familie rycerskie tak w Koronie jako y w W.X.L. Lwów, 1728.